# 牧村久実
牧村 久実（まきむら くみ、1969年6月13日 - ）は日本の漫画家、イラストレーター。東京都出身。血液型はA型。 趣味は散歩とゴルフ。虫と長い魚が嫌い。 
『おまじないコミック』（後に『ティーンズコミックパル』→『少女パル』と誌名変更、実業之日本社）で活動していた。『少女フレンド』（講談社）で執筆し、同誌の休刊後は『デザート』（同）でも作品を発表した。代表作は『ガラス色の瞳』『空においでよ』『毎日逢いたい』『天使の唄』など。
講談社X文庫ティーンズハートでは小林深雪の小説の挿絵としても活躍していた。小林深雪が講談社青い鳥文庫で執筆している現在も、引き続き挿絵を描いている。
また、自身の作品『ツインハート ツインゲーム』（実業之日本社）のイメージCDをリリースしたこともある。

## 作品リスト

### MBコミックス
実業之日本社のMBコミックスより刊行されたもの。 
- ガラス色の瞳（1988年）
- 陽だまりのさくらんぼ（1988年 - 1989年、全2巻）
- 雪のイヴ（1989年）
- ツインハートツインゲーム（1990年 - 1991年、全4巻）
- 空においでよ（1993年 - 1996年、全3巻）
- 空においでよ　愛蔵版（2000年 - 2001年、全2巻）

### KCフレンド/KCデザート
講談社の KCフレンド/KCデザートより刊行されたもの。
- 満月にお願い（1992年）
- ASTRAL TWIN （1992年、全2巻）
- いっしょに暮らそう（1993年、全2巻）
- Cotton Candy（1994年、全3巻）
- パラダイスへの扉  （1995年、原作：うさぎ屋宗達）
- 毎日逢いたい（1996年 - 1997年、全3巻）
- 天使の唄（1997年 - 2001年、全9巻）
- 涙は覚悟の恋（2004年、原作：小林深雪）
- 夢みることはやめられない―フリーライターAYU（2002年 - 2007年、全4巻、原作：小林深雪）

### その他
- 川原繁人、北山陽一、牧村久実『絵本　うたうからだのふしぎ』講談社、2024年1月。ISBN 9784065341599。